# Партизанске
Партизанске (словац. Partizánske) — город в западной Словакии (Тренчинский край), лежащий на слиянии рек Нитра и Нитрица у подножья горных массивов Трибеч и Стражовске-Врхи. Население — около 23 тыс. человек.

## История
Партизанске — молодой город, возникший в 1938 году, когда обувная фирма «Батя» построила на окраине деревни Шимонованы свой завод. Так возникло местечко Батёваны. В 1948 году Батёваны получили статус города, а в 1949-м, в память прошедших тут в 1944 году боёв словацких партизан с вермахтом, город переименовали в Партизанске.

## География
Части города
- Центр: торговая часть города. Здесь располагаются отель, кинотеатр, развлекательный центр, супермаркеты, Городской культурный центр, главная городская площадь.
- Шипок (Šípok): часть более новой многоэтажной жилой застройки, построенной во времена эпохи социализма в 1980-х годах.
- Луги (Luhy): более старая и более крупная часть многоэтажной жилой застройки по типу панельного домостроения.
- Штрковец (Štrkovec): наиболее старая часть города, построенная чешским предпринимателем Томашем Батя — владельцем и основателем обувной фирмы в Партизанске. В основном состоит из домов членов семьи.
- Шимоновани (Šimonovany): историческая часть города, первоначально бывшая самостоятельным поселением, на чьей территории строился город Партизанске. Здесь расположена кирпичная фабрика, замок семьи Шимони (Šimony), зернохранилище.
- Вельке Бьелице (Veľké Bielice): первоначально самостоятельное поселение на реке Нитрица. Расположен на выезде из Партизанске по направлению Топольчани.
- Мале Бьелице (Malé Bielice): первоначально самостоятельное поселение.
- Навоёвце (Návojovce): поселение в направлении Градиште.

## Население
| Год:                | 1994   | 2004    | 2014    | 2024     |
| ------------------- | ------ | ------- | ------- | -------- |
| Количество человек: | 25 621 | 24 581  | 23 436  | 20 338   |
| Разница:            |        | −4,05 % | −4,65 % | −13,21 % |

## Достопримечательности
- Замок «Водны Град»

## Известные уроженцы и жители
- Балаж, Павол — словацкий футболист

## Галерея

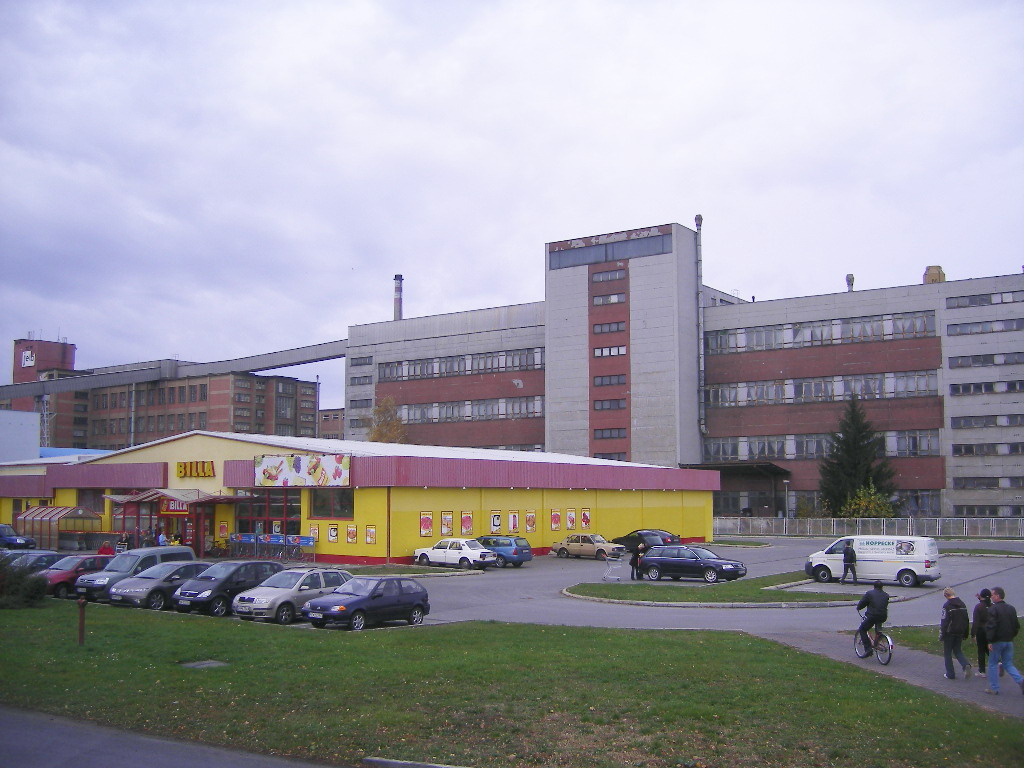
Фабрика Батя
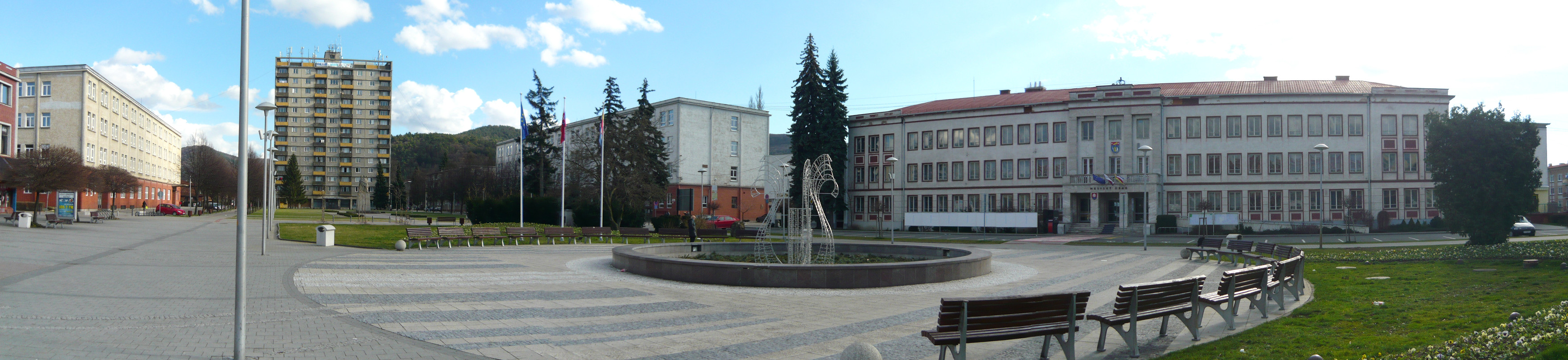
Главная площадь
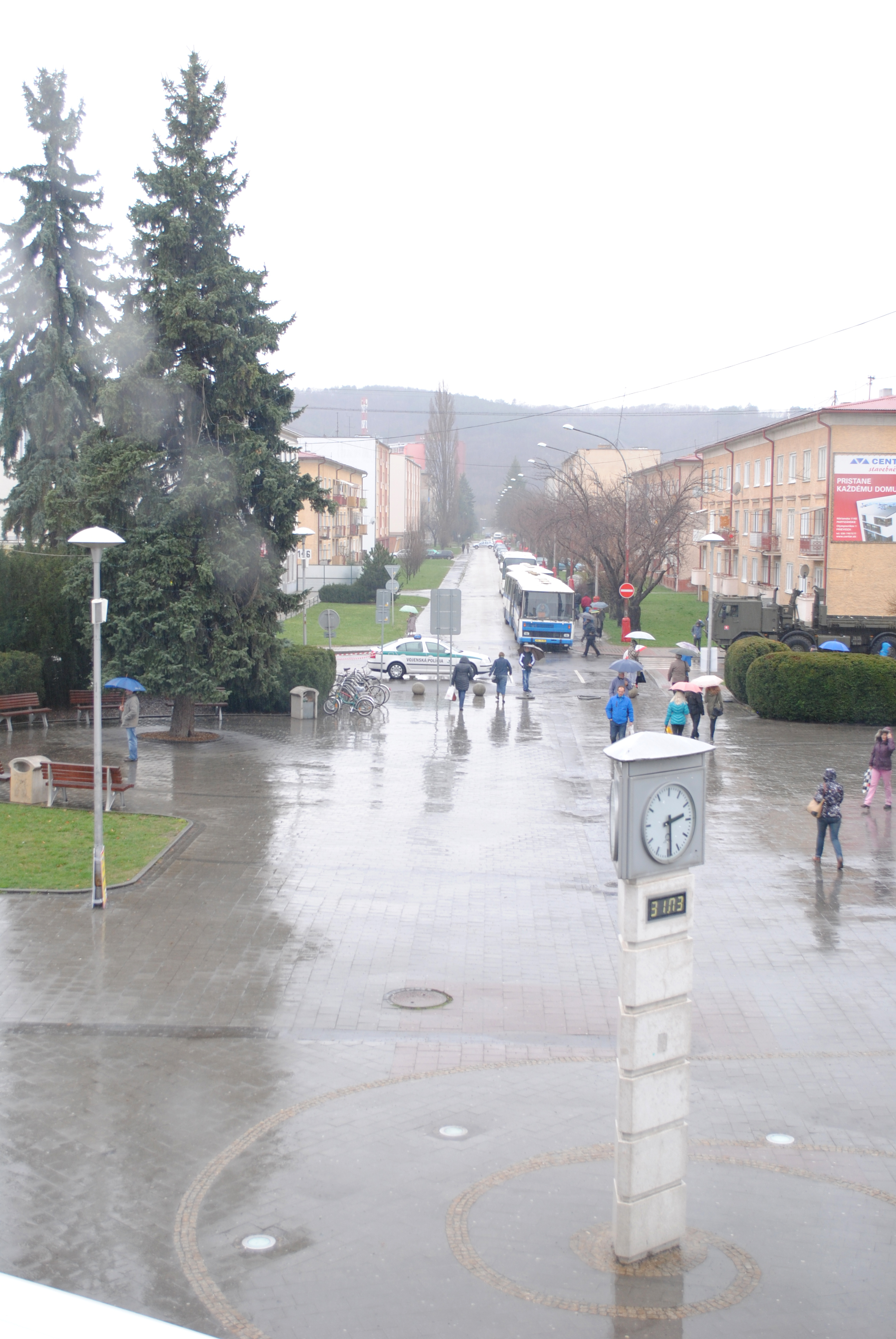
Главная площадь
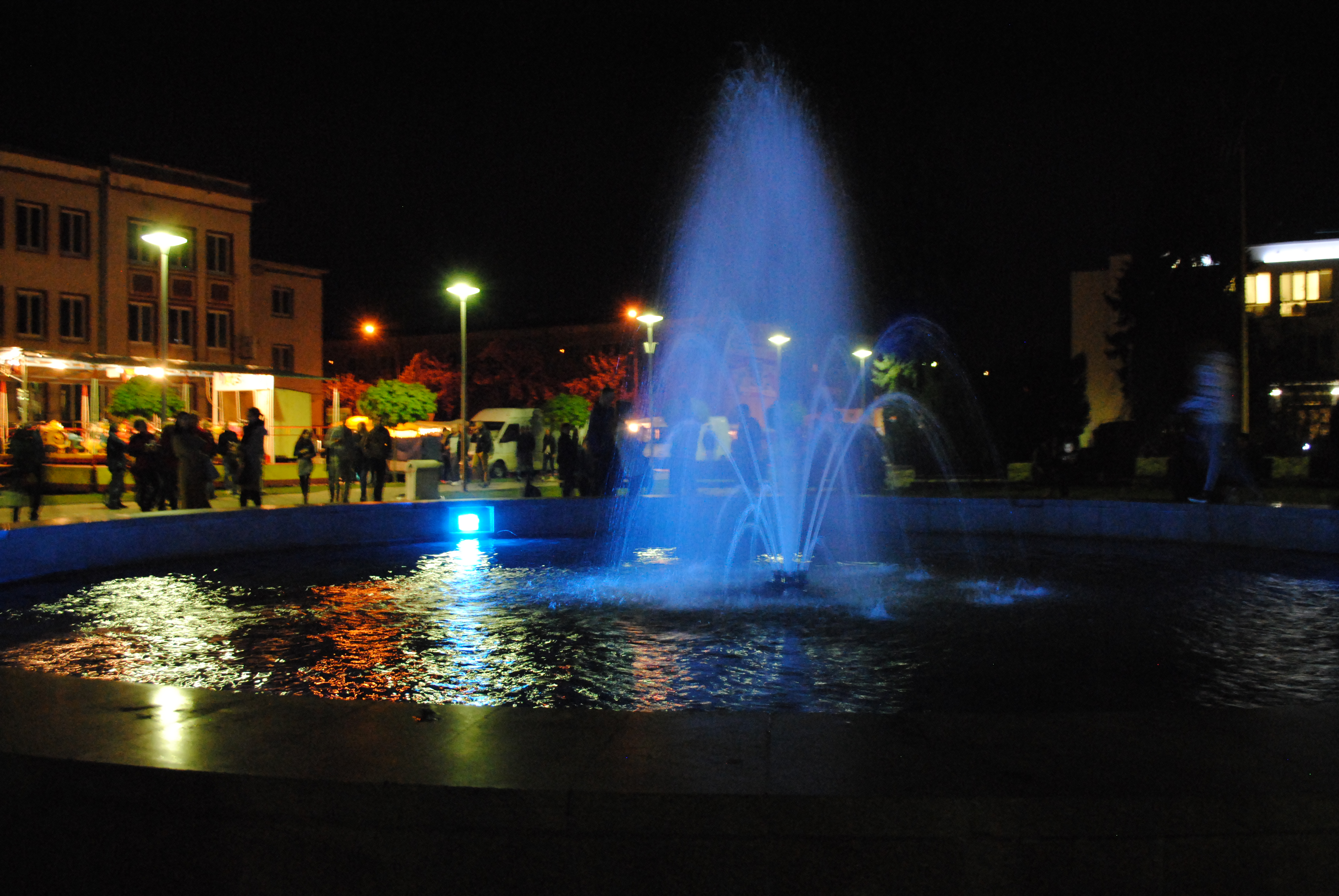
Фонтан на главной площади
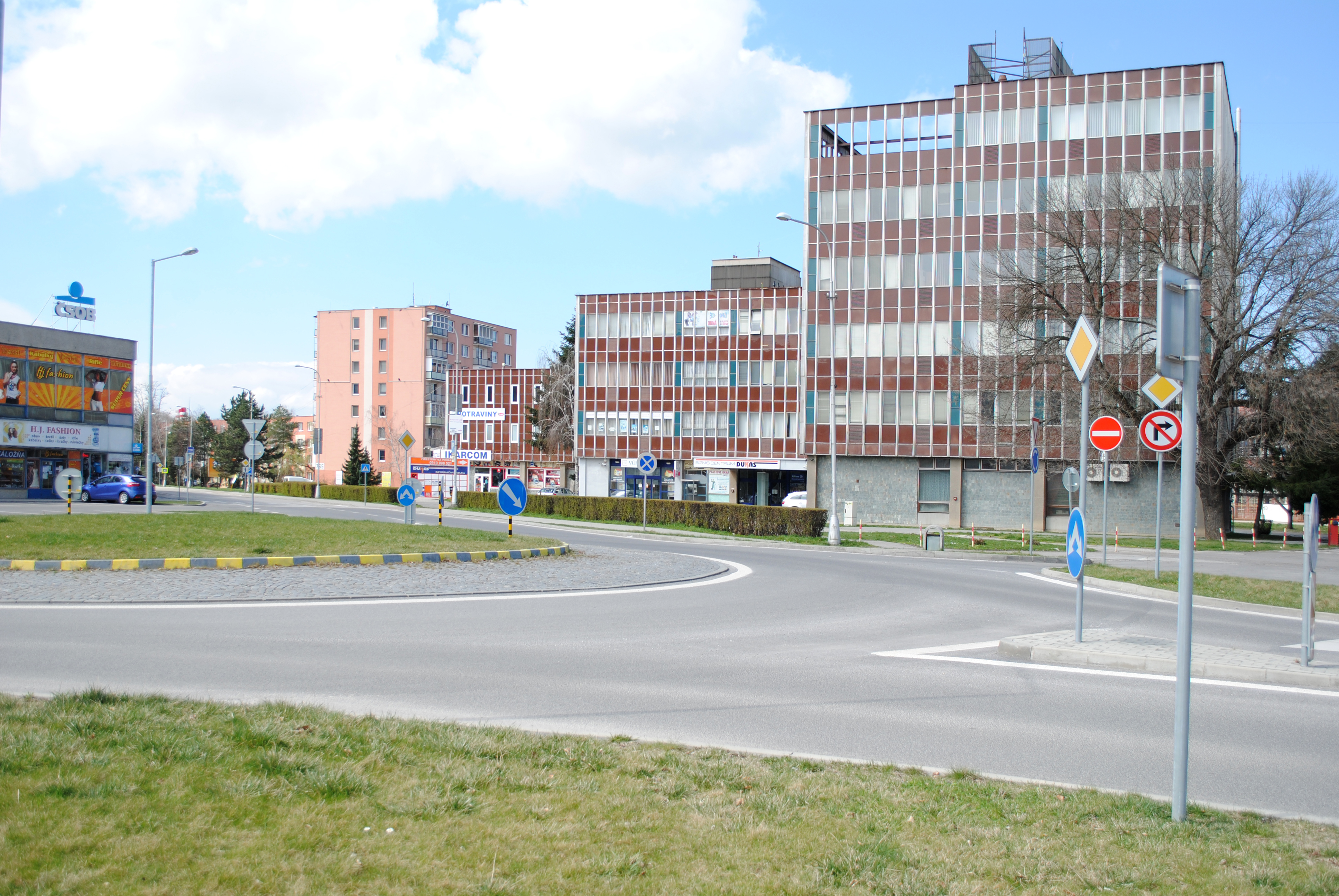
Одна из улиц
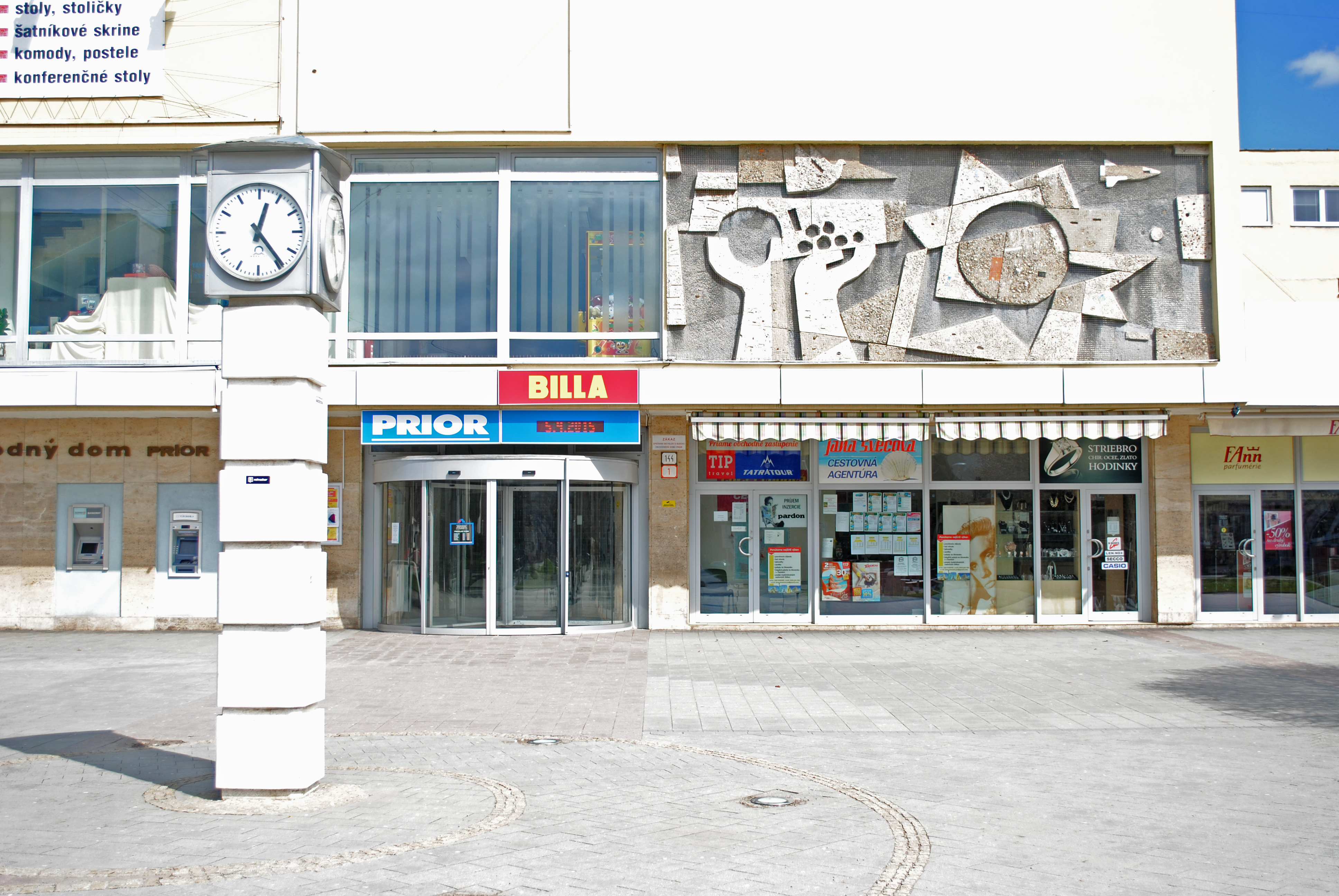
Здание торгового центра на главной площади
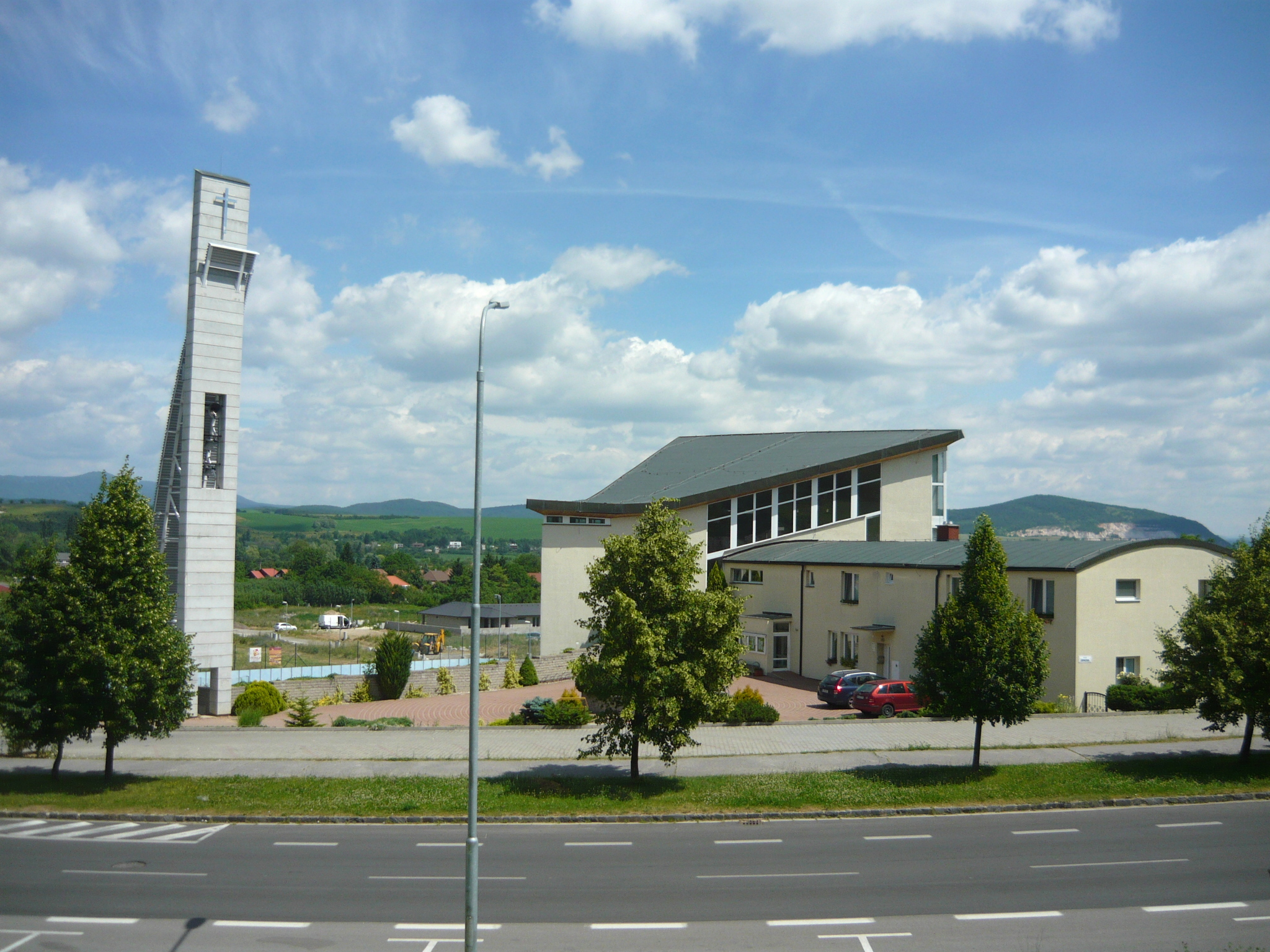
Церковь в районе Шипок
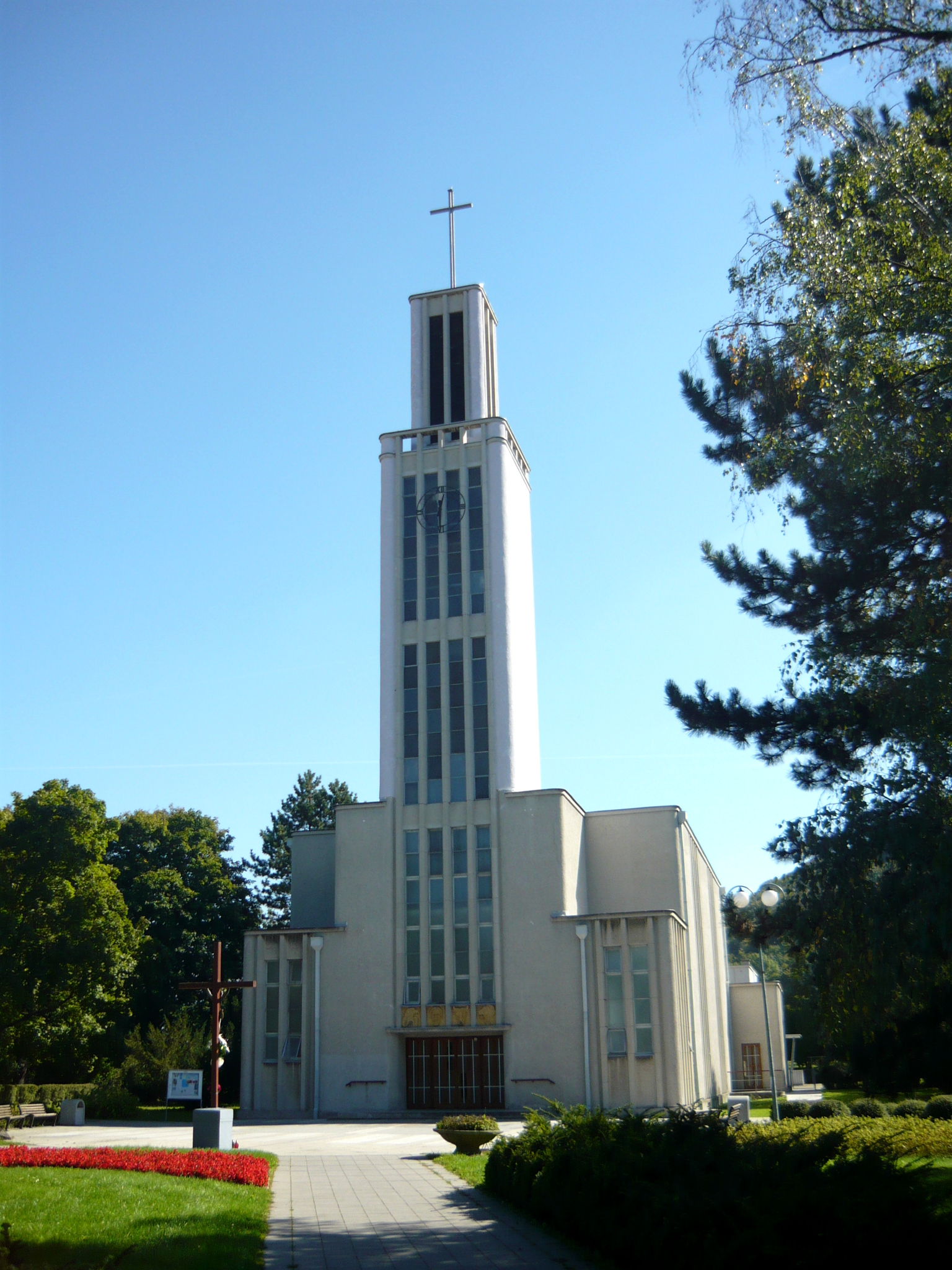
Главная церковь
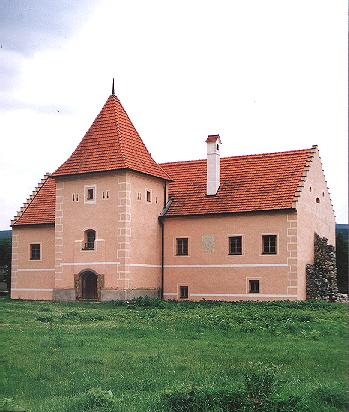
Водный Град